# Complejo del citocromo b6f

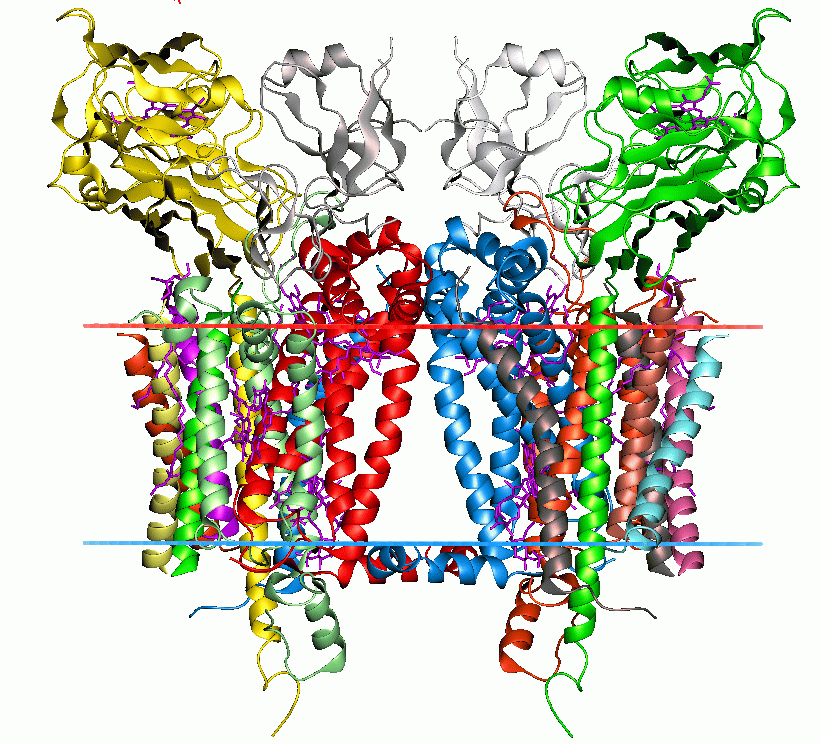
Complejo del citocromo b6f. Los límites de la bicapa lipídica se muestran como la línea roja y azul.

El complejo del citocromo b6f o plastoquinol—plastocianina reductasa es un complejo enzimático propio de los cloroplastos y de las cianobacterias. Su misión es transferir electrones entre los fotosistemas I y II durante la fotosíntesis oxigénica; asimismo, participa en la formación del gradiente electroquímico de protones transmembrana al transferir protones del estroma al lumen de los tilacoides.
Está compuesto por cuatro subunidades: un citocromo b6 portando grupos hemo de bajo y alto potencial (bL y bH), un citocromo f con un hemo C covalentemente unido, una proteína ferro-sulfurada de Rieske (ISP) conteniendo un único centro [Fe2S2]; y la subunidad IV (proteína de 17 kDa).
En su estructura y funciones el complejo del citocromo b6f posee gran analogía con el complejo del citocromo bc1 de las mitocondrias y bacterias púrpuras fotosintéticas. Sin embargo, hay importantes diferencias entre ambos complejos:
- El citocromo b de polipéptido de cadena única en el complejo del citocromo bc1 corresponde al citocromo b6 y a la subunidad IV en el complejo del citocromo b6f.
- El citocromo f y el citocromo c1 no son homólogos.
- El complejo del citocromob6f contiene cromóforos adicionales, clorofila a, β-caroteno y un atípico hemoci (hemo x), el último se une por un único enlace tioéter al citocromo b6

El complejo del citocromo b6f es responsable de la transferencia "no cíclica" (1) y "cíclica (2) de electrones entre dos transportadores redox móviles, plastoquinol (QH2) y plastocianina:
| H2O | → | fotosistema II | → | QH2 | → | Cyt b6f | → | plastocianina | → | fotosistema I | → | NADP+ | (1) |
|     |   |                |   | QH2 | → | Cyt b6f | → | plastocianina | → | fotosistema I | → | Q     | (2) |

La transferencia de electrones está acoplada con la traslocación de protones a través de la membrana, y la generación de fuerza protón-motriz en la forma de un potencial electroquímico de protones que lleva a la síntesis de ATP.

Además se han determinado las estructuras del citocromo f y el complejo similar al bc1.
La ruta precisa para el flujo de protones y electrones a través del citocromo b6f, no se conoce completamente, aunque el mecanismo conocido como ciclo Q, explica este proceso.

En este mecanismo la plastohidroquinona (QH2)es oxidada, y uno de los dos electrones pasa a través de una cadena de transporte lineal hacia el fotosistema I, mientras que el otro electrón sigue una ruta cíclica que aumenta en número de protones bombeados a través de la membrana.

En la cadena de transporte electrónico lineal, la proteína de Rieske oxidada (FeSR)acepta un electrón de la plastohidroquinona y lo transfiere al citocromo f.Entonces, el citocromof transfiere el electrón a la plastocianina, una proteína de color azul que contiene cobre, que a su vez reduce al P700 oxidado del PSI. En la parte cíclica del proceso la plastosemiquinona transfiere el otro electrón a uno de los grupos hemo tipo b. liberando sus dos protones al lumen de la membrana.

El hemo tipo btransfiere su electrón a través del segundo hemo tipo b a una molécula de quinona oxidada, reduciéndola a la forma semiquinona cerca de la superficie del estroma del complejo.Otra secuencia similar de flujo electrónico reduce completamente la plastoquinona, que capta protones de la parte del estroma de la membrana y es liberada del complejo b6f como plastohidroquinona.

El resultado neto, tras dos secuencias del complejo, es que dos electrones son transferidos al P700, dos plastohidroquinonas son oxidadas a la forma quinona y una plastoquinona oxidada es reducida a hidroquinona y la transferencia de 4 protones desde la membrana del estroma hasta la mambrana del lumen.
Se han encontrado las estructuras cristalinas del complejo del citocromo b6f de Chlamydomonas reinhardtii y Mastigocladus laminosus.